# Kagju

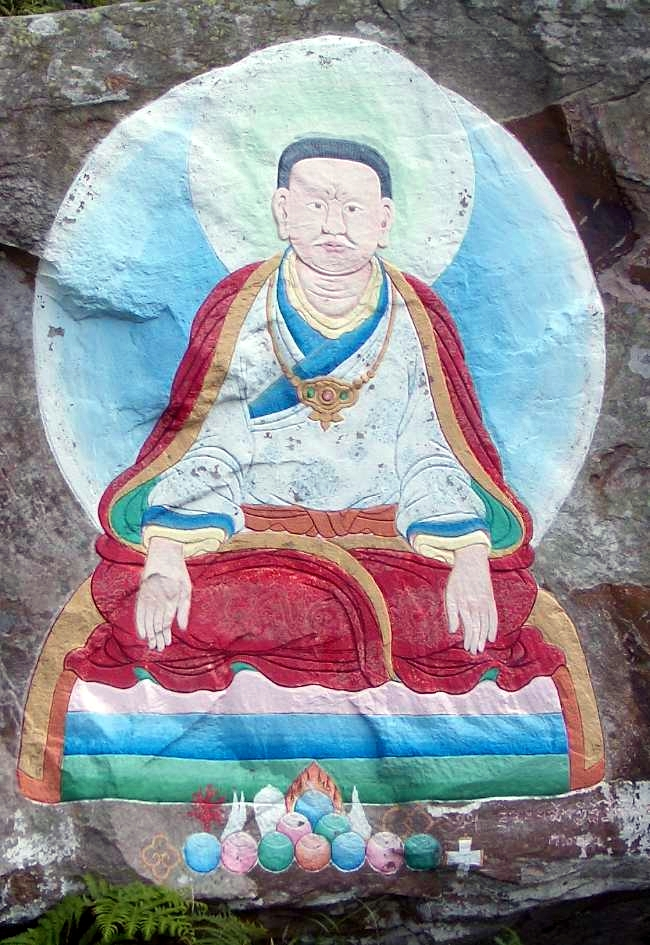
Tradycyjne wyobrażenie Marpy Tłumacza (1012–1097), założyciela marpa kagju w Tybecie

Kagju (wymowa tybetańska kagjü, tyb.: བཀའ་བརྒྱུད་པ, wylie: bka’ brgyud pa, ZWPY: Gagyü-pa) – jedna z czterech głównych tradycji buddyzmu tybetańskiego. Dzieli się na kilka podszkół o wspólnym rodowodzie i zbliżonych naukach, z których największą stanowi obecnie karma kagju, na czele której stoją karmapowie.

## Etymologia
Nazwa „kagju” jest skrótem tybetańskich słów „kabag shiji gju” (transliteracja Wyliego. bka' babs bzhi brgyud), które oznaczają „linię czterech przekazów instrukcji”.

## Pochodzenie
„Linia czterech przekazów instrukcji” odnosi się to do głównych tantrycznych instrukcji zebranych przez mahasiddhę Tilopę:
1. instrukcję o tummo (sanskryt. czandali) mahasiddhy Carjapy
2. instrukcję o „Ciele Iluzorycznym” i stanie Przejrzyste Światło tantryka Nagardżuny
3. instrukcję o jodze snu mahasiddhy Kambala
4. instrukcję o bardo i o „przejściu w inne ciało” (wylie. grong 'jug, sanskryt. purapraveśa) mahasiddhini Sukhasiddhi (pomocniczym tego przekazem, który przetrwał, jest "przeniesienie świadomości", wylie. 'pho ba, sanskryt. samkranti)

Ponadto Tilopa uzyskał „bezpośredni przekaz” od buddy Wadżradhary.
Mahasiddha Naropa instrukcje te w formie „Sześciu Dharm Naropy” przekazał mistrzowi tybetańskiemu Marpa (1012–1097), założycielowi kagju w Tybecie. Unikatowy „bezpośredni przekaz” Naropy od buddy Wadżrajogini zwany Naro Kacziö (tyb. ནཱ་རོ་མཁའ་སྤྱོད, wylie. na ro mkha' spyod) nie dotarł do Marpy lecz jest w sakja i gelug. Marpa odbył trzy podróże do Indii i otrzymał również przekaz mahamudry od mahasiddhy Maitripy (1007–1077) choć przekazy mahamudry od Maitripy do Tybetu dotarły głównie za sprawą mistrzów Dampa Kor Nirupa (1062–1102; Tybetańczyk od praktyki purapraveśa wykonanej przez Nirupę - ucznia Maitripy), Vajrapaniego z Nepalu - innego ucznia Maitripy, który w 1074 nauczał w centralnym Tybecie oraz nepalskiego mistrza Asu, który nauczał Reczungpę (1084–1161). Kolejnym dzierżawcą przekazu kagju Marpy w Tybecie został sławny jogin i poeta Milarepa (1052–1135), a po nim mnich Gampopa, zwanym również „Lekarzem z Dagpo” (1079–1153), który połączył przekaz z naukami kadam oraz wprowadził monastycyzm. Od mistrza mają swój rodowód wszystkie podszkoły kagju, które określa się wspólną nazwą dakpo kagju, które są opisane poniżej. Głównymi jidamami kagju tych mistrzów byli Guhjasamadża, Czakrasamwara, Hewadżra, i Wadżrawarahi Marpy, czy Gjalła Gjamtso Reczungpy.
Ponadto w ramach tradycji karma kagju istnieje przekaz tybetańskiego mahasiddhy Orgjen Rinchen Pal (Orgjenpa, 1230-1309), twórcy jednego spośród Ośmiu wielkich systemów praktyk buddyzmu tybetańskiego, systemu zwanego njendrub (tyb. Dorje Sumgyi Nyendrub, ang. the Approach and Accomplishment of the Three Vajras). Dzierżawcami tych nauk byli III Karmapa Rangdziung Dordże (1284-1339) i IV Karmapa Rolpe Dordże (1340-1383).
Współcześnie tradycje kagju zawierają również przekazy ningma, takie jak jidamy Wadżrakilaja i Hajagriwa, dzogczen od III Karmapy Rangdziung Dordże przekazu karma nintik, ucznia Kumaradzy oraz Longczenpy, czy dzogczen tertona z drikung kagju Gjalłang Rinczen Phuntsog (1509-1557), twórcy unikatowego systemu Jang Zab „Praktyk Bardzo Dogłębnych Wizji”, czy tertona Karma Czagme (1613-1678) odkrywcy przekazów sadhan oraz praktyki poła „przeniesienia świadomości” zebranych w systemie Namcie (transliteracja Wyliego. gnam-chos). W linii taklung kagju przekazy dzogczen pochodzą od tertona Czokgjur Deczen Lingpa (1829-1870), współzałożyciela ruchu rime, który odkrył termy zebrane w zbiorze Chokling Tersar np. unikatowy przekaz dzogczen kategorii longde w termie Dzogchen Desum. Ponadto w kagju istnieją inne przekazy sarma, takie jak Kalaczakra z tradycji dzionang, nauki kadam, Biały Mahakala szkoły szangpa kagju. Terton Drogon Tsangpa Gyare (1161–1211)) z drukpa kagju odkrył unikatowy przekaz mahamudry „Sześciu Wskazówek Jedynego Smaku” ukryty przez Reczungpę (1083-1161), ucznia Milarepy, który również podczas wizyt w Indiach uzyskał unikatowe przekazy od tamtejszych mahasiddhów.

## Podszkoły kagju
Instrukcje kagju (bka' babs bzhi brgyud) związane z mahasiddhą Tilopa w buddyzmie tybetańskim dzieli na dwa odrębne linie przekazów: od Marpy Tłumacza (transliteracja Wyliego. mar pa, mar pa chos kyi blo gros; 1012-1097) i od Khjungpo Naldzior (transliteracja Wyliego. khyung po rnal 'byor; 1050-1140 lub 990-1139). Khjungpo Naldzior był joginem przekazów Niguma (którą była partnerką Naropy i mahasiddhinią przekazu kagju Tilopy) oraz dodatkowo przekazów mahasidhini Sukhasiddhi (którą była partnerką mahasiddhy Wirupa) oraz innych mahasiddhów, takich jak Maitripa, Rahula i Wadżrasanapa. Przekaz kagju od Khjungpo Naldzior zachował się do czasów obecnych głównie w szkole szangpa kagju. Przekazy od Marpy Tłumacza zwie się umowną nazwą „marpa kagju”. Milarepa przekazał nauki Marpy dwóm głównym uczniom: Gampopie i Reczungpie. Przekazy od Reczungpy zwane są „reczung kagju”. Szkoły kagju pochodzące od mistrza Gampopy zwane są dagpo kagju. Dagpo kagju historycznie podzieliło się na „cztery główne szkoły” oraz „osiem pomniejszych podszkół” wymienionych poniżej.

### Cztery główne szkoły kagju
- barom kagju, założona przez Barompa Darma Łangchuk (transliteracja Wyliego. ’ba’ rom dar ma dbang phyug, 1127-1199)
- pagdru kagju, założona przez Pamodrupę (transliteracja Wyliego. phag mo gru pa rdo rje rgyal po, 1110–1170)
- karma kagju, również znana jako Karma Kamtzang, założona przez Dysum Czienpa (transliteracja Wyliego. dus gsum mkhyen pa), 1110-1193), później nazwanego jako Pierwszy Karmapa
- tsalpa kagju, założona przez Zhang Judrakpa Tsöndru Drak (transliteracja Wyliego. zhang g.yu brag pa brtson 'gru brags pa, 1123–1193)

### Osiem podszkół pagdru kagju
- drikung kagju, założona przez Dzigten Gonpo Rinczen Pal (transliteracja Wyliego.Wylie: Jig-rten dgon-po rin-chen dpal, 1143-1217) praktykowana w całym Tybecie (zawiera również tradycje Lhapu z Bhutanu, która obecnie praktykowana jest w ramach szkoły drukpa kagju)
- drukpa kagju, założona przez terton Drogon Tsangpa Gjare Jeszie Dordże (transliteracja Wyliego. gtsang pa rgya ras ye shes rdo rje, 1161-1211) połączyła przekazy linii Gampopy i Reczungpy i jest narodową religią Bhutanu
- martsang kagju, założona przez Marpa Drubthob Szerab Jesze (transliteracja Wyliego. smar pa sgrub thob shes rab seng ge,1135-1203)
- szugseb kagju, założona przez Gjergom Czenpo Szonnu Drakpa (transliteracja Wyliego. gyer sgom chen po gzhon nu grags pa, 1090-1171)
- taklung kagju, założona przez Taklung Thangpa Taszi Pal (transliteracja Wyliego. stag lung bkra shis dpal, 1142-1210)
- trophu kagju, założyli ją Gjal Tsha Rinczen Gon (transliteracja Wyliego. rgyal tsha rin chen mgon, 1118-1195) i Kunden Repa (transliteracja Wyliego. kun ldan ras pa, 1148-1217)
- jabzang kagju, założona przez Szarawa Kalden Jesze Senge (transliteracja Wyliego. zha ra rwa lkal ldan ye sjes seng ge. zm. 1290; inaczej Zarła Jesze Senge)
- jelpa kagju, założona przez Drubthob Jesze Tsegpa (drub thob ye shes brtsegs pa, 1134-1194)[7].

Jedynymi dzisiaj istniejącymi szkołami dagpo kagju, które znacząco wpływają na obecny buddyzm są karma oraz drukpa, drikung, taklung, martsang i barom (przekaz pozostałych podszkół pagdru kagju został wchłonięty głównie przez tradycję ningma i gelug lub zanikł z powodu najazdów mongolskich lub pobudek politycznych).

## Madhjamaka tradycji kagju

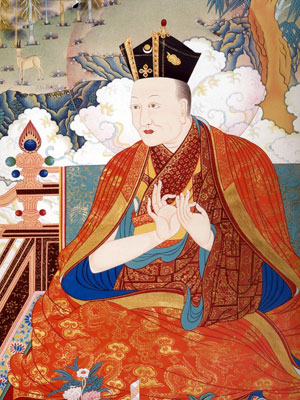
Tradycyjne wyobrażenie VII karmapy Czodrak Gjamtso (1454–1506), twórcy dzieł o logice buddyjskiej (język angielski. valid cognition; sanskryt. pramana)

Tradycja kagju posiada wiele unikatowych i kompletnych dzieł nad studiami buddyjskich doktryn filozoficznych. Znaczące jest to, że głównymi autorami tych dzieł byli karmapowie. W szczególności VIII karmapa Mikjo Dordże (1507-1554) jest autorem obowiązującej wykładni madhjamaki w tej tradycji. W swym głównym dziele „Pojazd Siddhów Dagpo Kagju” definiuje madhjamakę jako wolną od wszelkich skrajności, takich jak nihilizm czy eternalizm. Poddaje przy tym analizie dzieła Nagardżuny a krytyce poglądy zarówno nie-buddyjskie jak i buddyjskie, np. takich mistrzów jak Tsongkhapa, Dolpopa Sherab Gyaltsen (1292-1361), Gorampa Sonam Senge (1429-1489). Podział madhjamaki na poglądy swatantrika oraz prasangika określa jako jedynie dydaktyczny (w stopniowych etapach medytacji na siunjatę) i udowadnia, że wolność od wszelkich skrajności oraz punktów odniesienia (ang. reference points) madhjamików nie stoi im w sprzeczności z przekazem jogaczara nauk o naturze buddy, choć przekaz ten był w Tybecie niewłaściwie porównywany z czittamatrą, doktryną „Tylko Umysłu”.
Główne dzieła karmapów studiów buddyjskich:
1. „Ocean Dzieł Logiki” VII karmapy Czodrak Gjamtso (1454-1506) (ang. „The Ocean of Texts on Logic”, 1900 stron, Nitartha Institute, 1996).
2. „Pojazd Siddhów Dagpo Kagju” VIII karmapy Mikjo Dordże (1507-1554) (ang. „Commentary on the Entrance to the Middle Way: The Chariot of the Dakpo Kagyü Siddhas”, 806 stron Nitartha Institute, 1999-2001)
3. „Komentarz do traktatu Ornament Przejrzystego Zrealizowania: Wytchnienie Schlachetnego” VIII karmapy Mikjo Dordże (1507-1554) (ang. „Commentary on the Ornament of Clear Realization: Relief of the Noble Ones”, 1130 stron, Nitartha Institute, 2001-2003).
4. Komentarz na temat Abhidharmy: Przekaz Spełnienia Zrealizowania i Szczęścia” VIII karmapy Mikjo Dordże (1507-1554) (ang. „Commentary on the Abhidharma: Bestowing the Fulfillment of Accomplishment and Happiness”, 1400 stron, Nitartha Institute, 1996)[10].
5. „Komentarz do Traktatu Nagardżuny Madhyamakavatara, Wejścia w Drogę Środka: Uczta Szczęśliwców” IX karmapy Łanczung Dordże (1556-1603)[11].
6. Traktaty o tematyce jogaczary: „Dogłębna wewnętrzna Realność”, „Ukazanie Serca Tathagaty”, „Rozróżnienie pomiędzy Świadomością a Mądrością” III karmapy Rangdziung Dordże (1284-1339)[12].